# Ammophilomima evanescens
Ammophilomima evanescens là một loài ruồi trong họ Asilidae. Ammophilomima evanescens được Janssens miêu tả năm 1953. Loài này phân bố ở vùng nhiệt đới châu Phi.